# Château de Mélac
Le château de Mélac est un château situé à Saint-Rome-de-Cernon, en France.
Lien du site internet: https://www.chateau-de-melac.com/

## Localisation
Le château est situé sur la commune de Saint-Rome-de-Cernon, dans le département français de l'Aveyron.

## Historique
L'édifice est inscrit au titre des monuments historiques en 1992.

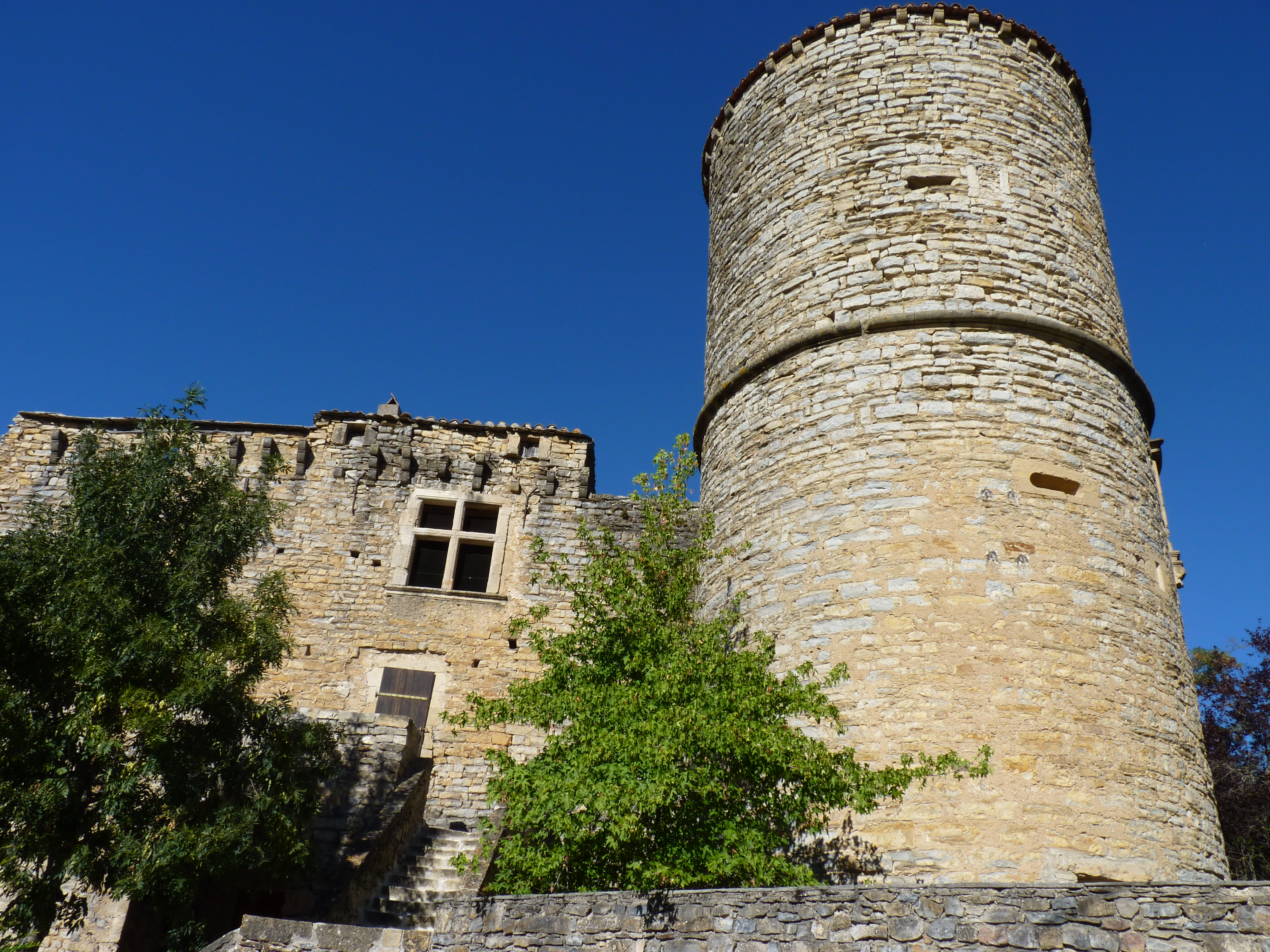
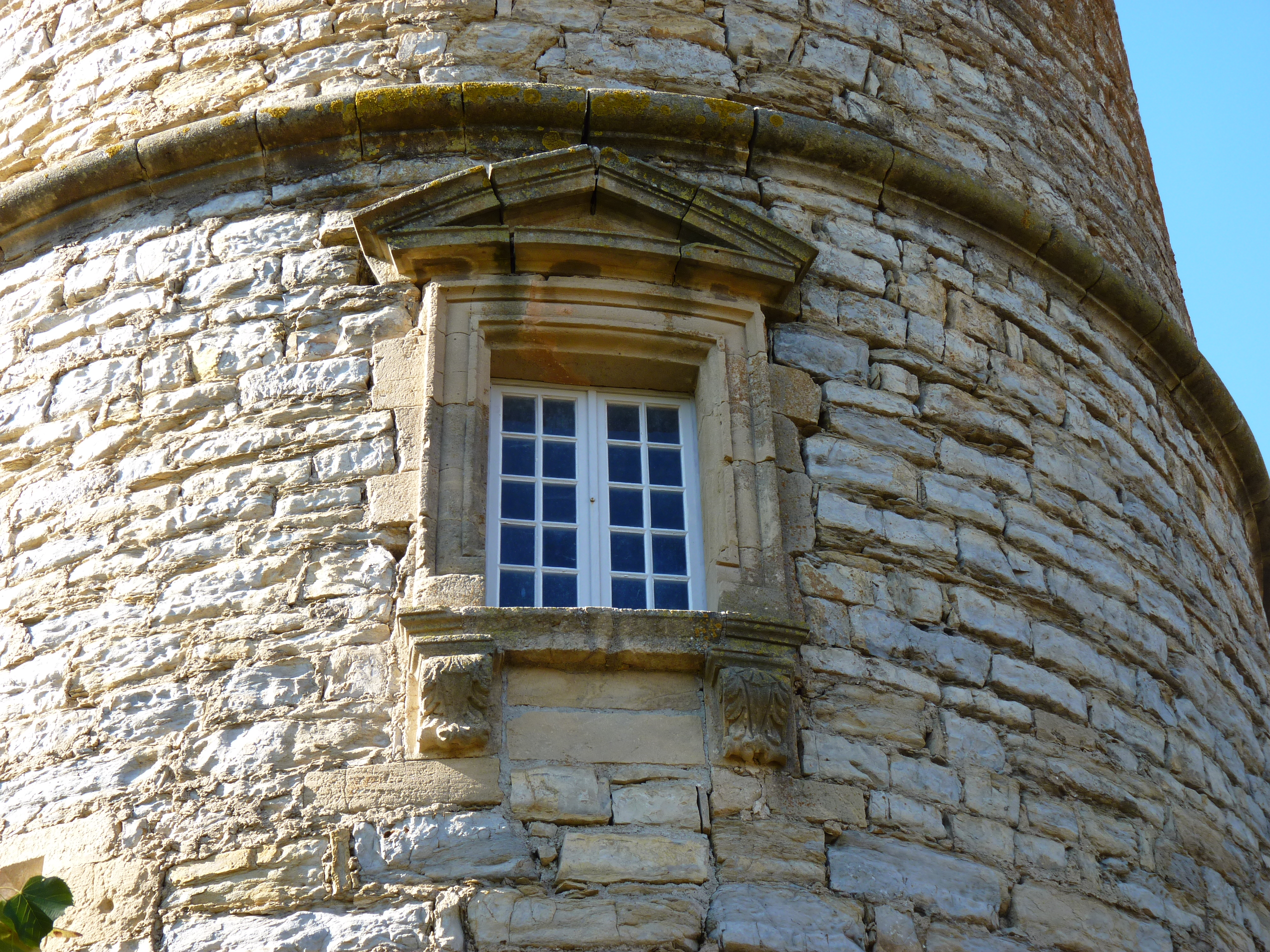
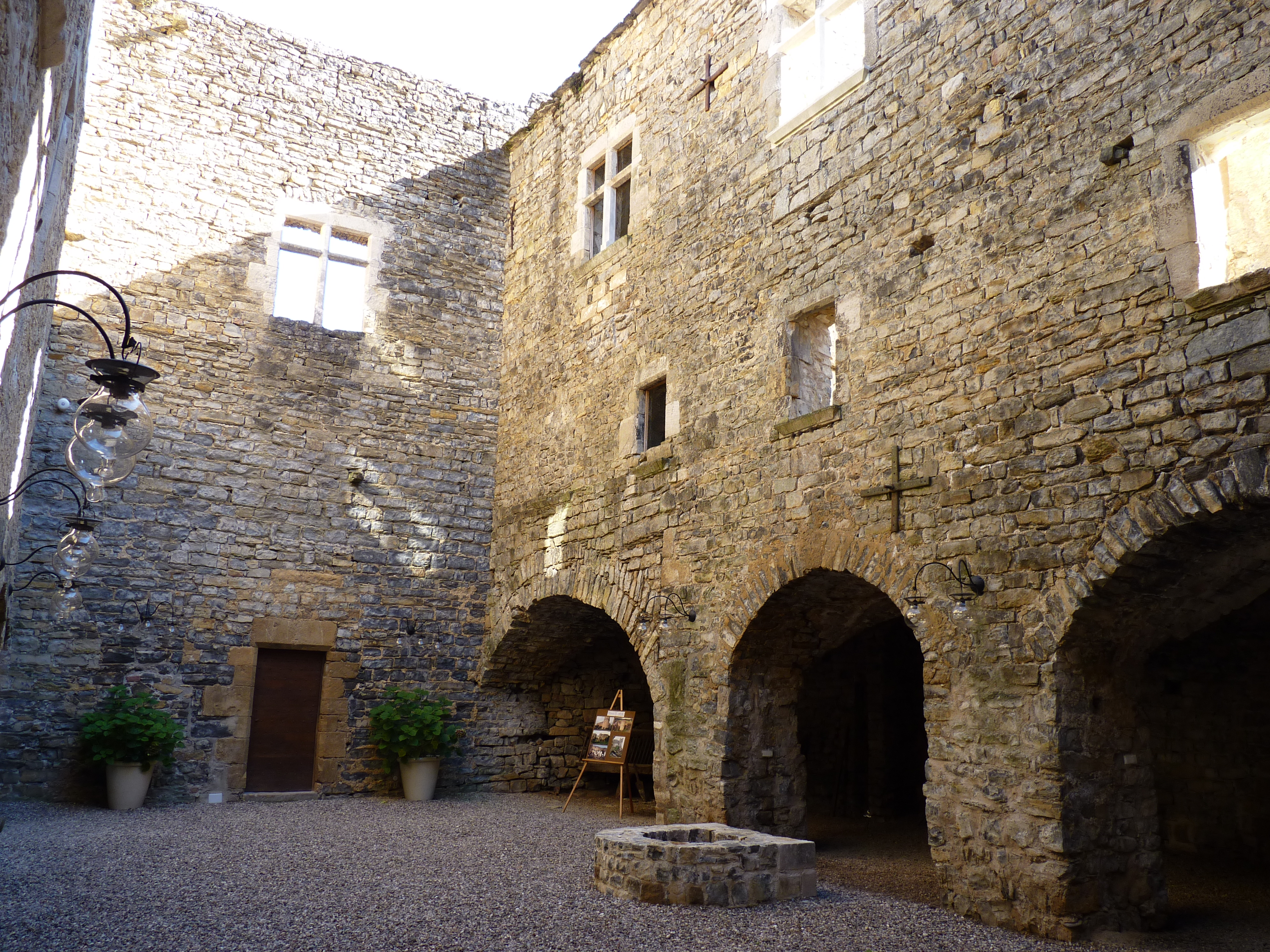